# Pero crocallaria
Pero crocallaria là một loài bướm đêm trong họ Geometridae.